# Cúp bóng đá Liechtenstein
Cúp bóng đá Liechtenstein là giải bóng đá ở Liechtenstein, được tổ chức thường niên bởi Hiệp hội bóng đá Liechtenstein (LFV) từ năm 1946. Đội vô địch giành quyền tham gia UEFA Conference League.
Vì không có giải bóng đá quốc gia ở Liechtenstein, Cúp bóng đá Liechtenstein là giải bóng đá quốc gia duy nhất trong nước. Trên cả nước chỉ có 7 câu lạc bộ tự thành lập nằm trong các giải đấu của Thụy Sĩ. Giải đấu cúp quốc gia hiện là con đường duy nhất để Liechtenstein có đại diện tại các giải đấu câu lạc bộ bóng đá châu Âu, vì các câu lạc bộ Liechtenstein không được phép tham dự các giải đấu châu Âu thông qua hệ thống giải đấu Thụy Sĩ.

## Thể thức giải đấu
Giải có thể thức khá "dị" khi không chỉ các đội chính của 7 câu lạc bộ tham gia, mà có cả các đội Dự bị thi đấu ở các hạng thấp hơn của hệ thống giải bóng đá tại Thụy Sĩ. Nó có thể dẫn đến vài bối cảnh bất thường, chẳng hạn như ở vòng Hai của mùa giải 2006-07, đội dự bị của FC Triesenberg đi tiếp, còn đội chính bị loại.
Các đội bóng trong cùng câu lạc bộ có thể bị bốc và đối đầu với nhau tại bất cứ vòng nào của giải đấu. Ở bán kết mùa giải 2009-10, USV Eschen/Mauren phải đấu với USV Eschen/Mauren II.
Các đội được xếp hạt giống theo kết quả ở mùa giải trước và hạt giống sẽ quyết định đội bóng sẽ tham gia từ vòng nào.

## Danh sách đội vô địch
| Mùa giải | Vô địch           | Tỉ số         | Á quân            |
| -------- | ----------------- | ------------- | ----------------- |
| 1945-46  | FC Triesen        | 3-1           | FC Vaduz          |
| 1946-47  | FC Triesen        | 2-0           | FC Vaduz          |
| 1947-48  | FC Triesen        | 4-2           | FC Vaduz          |
| 1948-49  | FC Vaduz          | 2-1           | FC Triesen        |
| 1949-50  | FC Triesen        | 3-2           | FC Vaduz          |
| 1950-51  | FC Triesen        | 3-1           | FC Vaduz          |
| 1951-52  | FC Vaduz          | 2-0           | FC Triesen        |
| 1952-53  | FC Vaduz          | 4-2           | FC Triesen        |
| 1953-54  | FC Vaduz          | 1-0           | FC Triesen        |
| 1954-55  | FC Schaan         | 1-0           | FC Vaduz          |
| 1955-56  | FC Vaduz          | 4-1           | FC Schaan         |
| 1956-57  | FC Vaduz          | 4-0           | FC Schaan         |
| 1957-58  | FC Vaduz          | 2-0           | FC Triesen        |
| 1958-59  | FC Vaduz          | 3-0           | FC Triesen        |
| 1959-60  | FC Vaduz          | 3-2           | FC Schaan         |
| 1960-61  | FC Vaduz          | 3-0           | FC Schaan         |
| 1961-62  | FC Vaduz          | 4-0           | FC Schaan         |
| 1962-63  | FC Schaan         | 3-1           | FC Ruggell        |
| 1963-64  | FC Balzers        | 1-0           | FC Triesen        |
| 1964-65  | FC Triesen        | 4-3           | FC Schaan         |
| 1965-66  | FC Vaduz          | 7-0           | FC Schaan         |
| 1966-67  | FC Vaduz          | 2-1           | FC Triesen        |
| 1967-68  | FC Vaduz          | 4-2           | FC Triesen        |
| 1968-69  | FC Vaduz          | 1-0           | FC Triesen        |
| 1969-70  | FC Vaduz          | 2-1           | FC Schaan         |
| 1970-71  | FC Vaduz          | 4-2           | FC Schaan         |
| 1971-72  | FC Triesen        | 2-1           | FC Vaduz          |
| 1972-73  | FC Balzers        | 2-1           | FC Ruggell        |
| 1973-74  | FC Vaduz          | 2-2 (4-3 PSO) | FC Balzers        |
| 1974-75  | FC Triesen        | 5-2           | FC Balzers        |
| 1975-76  | USV Eschen/Mauren | 3-1           | FC Balzers        |
| 1976-77  | USV Eschen/Mauren | 0-0 (4-2 PSO) | FC Vaduz          |
| 1977-78  | USV Eschen/Mauren | 3-1           | FC Ruggell        |
| 1978-79  | FC Balzers        | 3-1           | USV Eschen/Mauren |
| 1979-80  | FC Vaduz          | 1-1 (4-2 PSO) | FC Balzers        |
| 1980-81  | FC Balzers        | 3-0           | FC Ruggell        |
| 1981-82  | FC Balzers        | 5-0           | USV Eschen/Mauren |
| 1982-83  | FC Balzers        | 1-1 (5-3 PSO) | USV Eschen/Mauren |
| 1983-84  | FC Balzers        | 2-0           | FC Vaduz          |
| 1984-85  | FC Vaduz          | 3-1           | USV Eschen/Mauren |

| Mùa giải | Vô địch                        | Tỉ số                          | Á quân                         |
| -------- | ------------------------------ | ------------------------------ | ------------------------------ |
| 1985-86  | FC Vaduz                       | 2-0                            | FC Balzers                     |
| 1986-87  | USV Eschen/Mauren              | 1-0                            | FC Vaduz                       |
| 1987-88  | FC Vaduz                       | 2-0                            | USV Eschen/Mauren              |
| 1988-89  | FC Balzers                     | 4-2                            | USV Eschen/Mauren              |
| 1989-90  | FC Vaduz                       | 4-1                            | USV Eschen/Mauren              |
| 1990-91  | FC Balzers                     | 2-1                            | FC Vaduz                       |
| 1991-92  | FC Vaduz                       | 2-1                            | FC Balzers                     |
| 1992-93  | FC Balzers                     | 5-2                            | FC Schaan                      |
| 1993-94  | FC Schaan                      | 3-0                            | FC Balzers                     |
| 1994-95  | FC Vaduz                       | 3-1                            | USV Eschen/Mauren              |
| 1995-96  | FC Vaduz                       | 1-0                            | USV Eschen/Mauren              |
| 1996-97  | FC Balzers                     | 3-2                            | FC Vaduz                       |
| 1997-98  | FC Vaduz                       | 5-1                            | USV Eschen/Mauren              |
| 1998-99  | FC Vaduz                       | 3-2                            | FC Balzers                     |
| 1999-00  | FC Vaduz                       | 6-0                            | FC Balzers                     |
| 2000-01  | FC Vaduz                       | 9-0                            | FC Ruggell                     |
| 2001-02  | FC Vaduz                       | 6-1                            | USV Eschen/Mauren              |
| 2002-03  | FC Vaduz                       | 6-0                            | FC Balzers                     |
| 2003-04  | FC Vaduz                       | 5-0                            | FC Balzers                     |
| 2004-05  | FC Vaduz                       | 4-1                            | USV Eschen/Mauren              |
| 2005-06  | FC Vaduz                       | 4-2                            | FC Balzers                     |
| 2006-07  | FC Vaduz                       | 8-0                            | FC Ruggell                     |
| 2007-08  | FC Vaduz                       | 4-0                            | FC Balzers                     |
| 2008-09  | FC Vaduz                       | 2-1                            | USV Eschen/Mauren              |
| 2009-10  | FC Vaduz                       | 1-1 (4-2 PSO)                  | USV Eschen/Mauren              |
| 2010-11  | FC Vaduz                       | 5-0                            | USV Eschen/Mauren              |
| 2011-12  | USV Eschen/Mauren              | 2-2 (4-2 PSO)                  | FC Vaduz                       |
| 2012-13  | FC Vaduz                       | 1-1 (3-0 PSO)                  | FC Balzers                     |
| 2013-14  | FC Vaduz                       | 6-0                            | USV Eschen/Mauren              |
| 2014-15  | FC Vaduz                       | 5-0                            | FC Triesenberg                 |
| 2015-16  | FC Vaduz                       | 11-0                           | FC Schaan                      |
| 2016-17  | FC Vaduz                       | 5-1                            | USV Eschen/Mauren              |
| 2017-18  | FC Vaduz                       | 3-0                            | FC Balzers                     |
| 2018-19  | FC Vaduz                       | 3-2                            | FC Ruggell                     |
| 2019–20  | Bị hủy bỏ do đại dịch COVID-19 | Bị hủy bỏ do đại dịch COVID-19 | Bị hủy bỏ do đại dịch COVID-19 |
| 2020–21  | Bị hủy bỏ do đại dịch COVID-19 | Bị hủy bỏ do đại dịch COVID-19 | Bị hủy bỏ do đại dịch COVID-19 |
| 2021–22  | FC Vaduz                       | 3–1                            | USV Eschen/Mauren              |
| 2022–23  | FC Vaduz                       | 4–0                            | FC Balzers                     |
| 2023–24  | FC Vaduz                       | 5–0                            | FC Triesenberg                 |
| 2024–25  | FC Vaduz                       | 3–2                            | FC Balzers                     |

## Kỷ lục
Danh sách tất cả các câu lạc bộ Liechtenstein với thành tích ở Cúp Liechtenstein sau 76 giải đấu (từ năm 1946 đến năm 2023, không bao gồm năm 2019-2021).
"Cấp độ" giải đấu cho biết câu lạc bộ đang thi đấu ở cấp độ nào của Giải bóng đá Thụy Sĩ (mùa giải 2023–24).
| Câu lạc bộ        | Cấp độ | Vào chung kết | Vô địch | Á quân |
| ----------------- | ------ | ------------- | ------- | ------ |
| FC Vaduz          | 2      | 64            | 51      | 13     |
| FC Balzers        | 4      | 28            | 11      | 17     |
| FC Triesen        | 7      | 18            | 8       | 10     |
| USV Eschen/Mauren | 4      | 23            | 5       | 18     |
| FC Schaan         | 8      | 14            | 3       | 11     |
| FC Ruggell        | 6      | 7             | -       | 7      |
| FC Triesenberg    | 7      | 2             | -       | 2      |